# Neobrotica cartwrighti
Neobrotica cartwrighti là một loài bọ cánh cứng trong họ Chrysomelidae. Loài này được Blake miêu tả khoa học năm 1966.